# 星野茂則

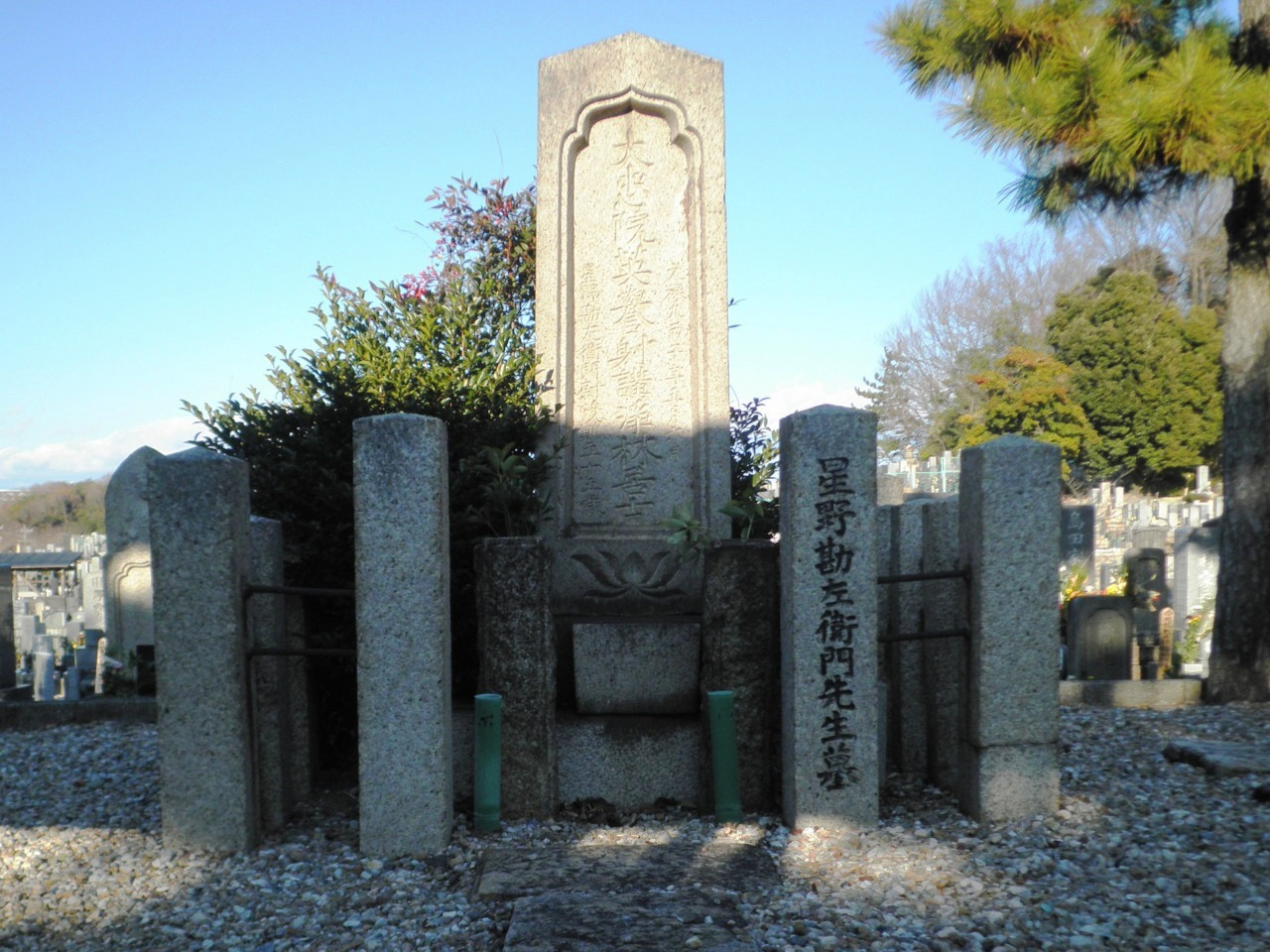
星野勘左衛門の墓（愛知県名古屋市千種区平和公園高岳院墓域）

星野 茂則（ほしの しげのり）は、江戸時代前期の尾張藩士・弓術家。一般には星野勘左衛門の名で知られる。 三十三間堂の通し矢で二度天下一の記録を樹立した。

## 生涯
寛永19年（1642年）、星野則等の第三子として出生。生誕地は現在の愛知県西尾市吉良町とされ、同町宮迫字四反田には生誕地や旧里の碑がある。星野氏は熱田大宮司家の一族という。茂則の祖父則勝は平岩親吉の家臣で、親吉没後は竹腰正信の家臣となった。父の則等は徳川義直に仕え、馬廻・大道奉行・広敷足軽頭などを務めた。茂則は、尾張藩士で日置流尾州竹林派の長屋忠重に師事して弓術を学び、徳川光友の代に弓役に任じられた。
寛文2年（1662年）5月28日、京都三十三間堂で大矢数に挑み、総矢数10,025本中通し矢6,666本を記録し、紀州藩吉見台右衛門の記録を破り天下一となった。この功で藩より弓頭に任じられ、知行高500石となった。
寛文8年、紀州藩葛西園右衛門が通し矢7,077本（総矢数9,000本）を達成し、記録更新される。 
寛文9年（1669年）5月2日に茂則は再度大矢数に挑み、総矢数10,542本中通し矢8,000本で葛西の記録を破り再度天下一となった。この時は5月1日の暮六つ（午後6時）から始め、翌日正午、残り約6時間となったところで余力を残して後進に挑戦の余地を残す意味で打ち切ったと伝わる。この記録達成により300石の加増を受けた。
元禄9年（1696年）5月6日死去、享年55。子孫は尾張藩士として代々弓術の道統を継いだが、10代目の勘左衛門久則（明治39年〈1906年〉没）に嫡男がなく、富田常正が11代を継承した。星野家の資料は近年の火災で多くが失われてしまったという。
墓所は名古屋市千種区の平和公園内（高岳院墓域）にある。

## 逸話
明良洪範後篇巻三に次のような逸話がある。
勘左衛門は力持ちで知られていた。某日さる諸侯の家老を訪問した。家老は相撲好きで、常に力士が出入りしており、その日も強力の力士が来ていた。亭主は勘左衛門に力士と相撲を取ることを所望した。勘左衛門は再三辞したが、強いて所望されるのでやむを得ず取る事となった。勘左衛門は袴の裾を上げ大小を差したまま出てきたので皆不審に思い、行司が帯刀を見咎めたが、勘左衛門は「私は相撲取ではなく士だ。亭主の望みで相手になるのだ。されば士の身として丸腰になるしきたりは無い」と答えた。取り組うとすると勘左衛門は抜き打ちに相手を切り倒したので、皆大いに驚いた。勘左衛門は刃を納めて亭主の前へ座し、「士が勝負を争う時はこうするものだと思われよ」と言って辞去した。亭主は心中では大いに怒ったが、どうしようもなくそのまま終わった。一座の人々は後で「勘左衛門の対処はもっともな事だ。力士と士たる者との勝負を所望するのは失礼だ。全く亭主の誤りだ」と言ったという。